# Chaetostoma breve
Chaetostoma breve är en fiskart som beskrevs av Regan, 1904. Chaetostoma breve ingår i släktet Chaetostoma och familjen Loricariidae. Inga underarter finns listade i Catalogue of Life.